# Gare de Bø
La gare de Bø  (en norvégien : Bø stasjon), est une gare ferroviaire norvégienne de la ligne du Sørland, située dans le centre-ville de Bø, dans le comté du Telemark en région Østlandet.
Elle est mise en service en 1924. C'est une station des Norges Statsbaner (NSB), desservie par des trains de voyageurs et de marchandises.

## Situation ferroviaire
Établie à 70 mètres d'altitude, la gare de Bø est située au point kilométrique (PK) 163,44 de la ligne du Sørland, entre les gares ouvertes de Nordagutu et de Lunde.

## Histoire
La station de Bø est mise en service le 1er décembre 1924, lors de la mise en exploitation du tronçon de Gvarv à Bø.

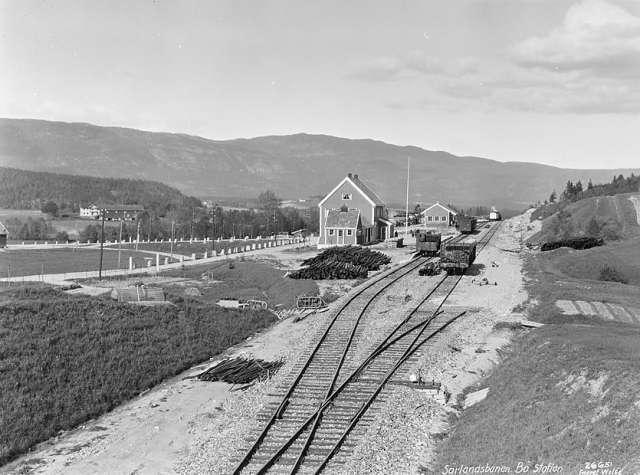
La station en 1925.

## Service des voyageurs

### Accueil
Station NSB, elle est sans personnel, mais dispose d'un bâtiment voyageurs avec une salle d'attente ouverte du lundi au samedi et 30 minutes avant le départ des trains. Elle est équipée d'automates pour l'achat de titres de transport, disponibles aux heures d'ouverture de la salle d'attente. Elle dispose également de toilettes et d'une consigne à bagages. Un snack est installé dans la station.

### Desserte
Bø est desservie par des trains des relations Oslo - Stavanger ou Kristiansand.

### Intermodalités
Un parc pour les vélos et un parking pour les véhicules y sont aménagés. Des bus desservent la station.